# Balalaïka
Pour les articles homonymes, voir Balalaika (homonymie).
La balalaïka (Russe : балалайка) est un instrument de musique à cordes pincées populaire de Russie. C'est un luth à manche long à la caisse typiquement triangulaire. Le mot balalaïka vient du russe balakat, qui signifie bavarder, plaisanter, taquiner.
Elle se joue le plus souvent au doigt et parfois avec un plectre et se décline en plusieurs tailles. La plus courante, la balalaïka prima, comporte trois cordes, les deux cordes basses accordées à l’unisson en mi et la troisième, aiguë, en la. Elle est souvent associée aux orchestres de balalaïkas.

## Histoire

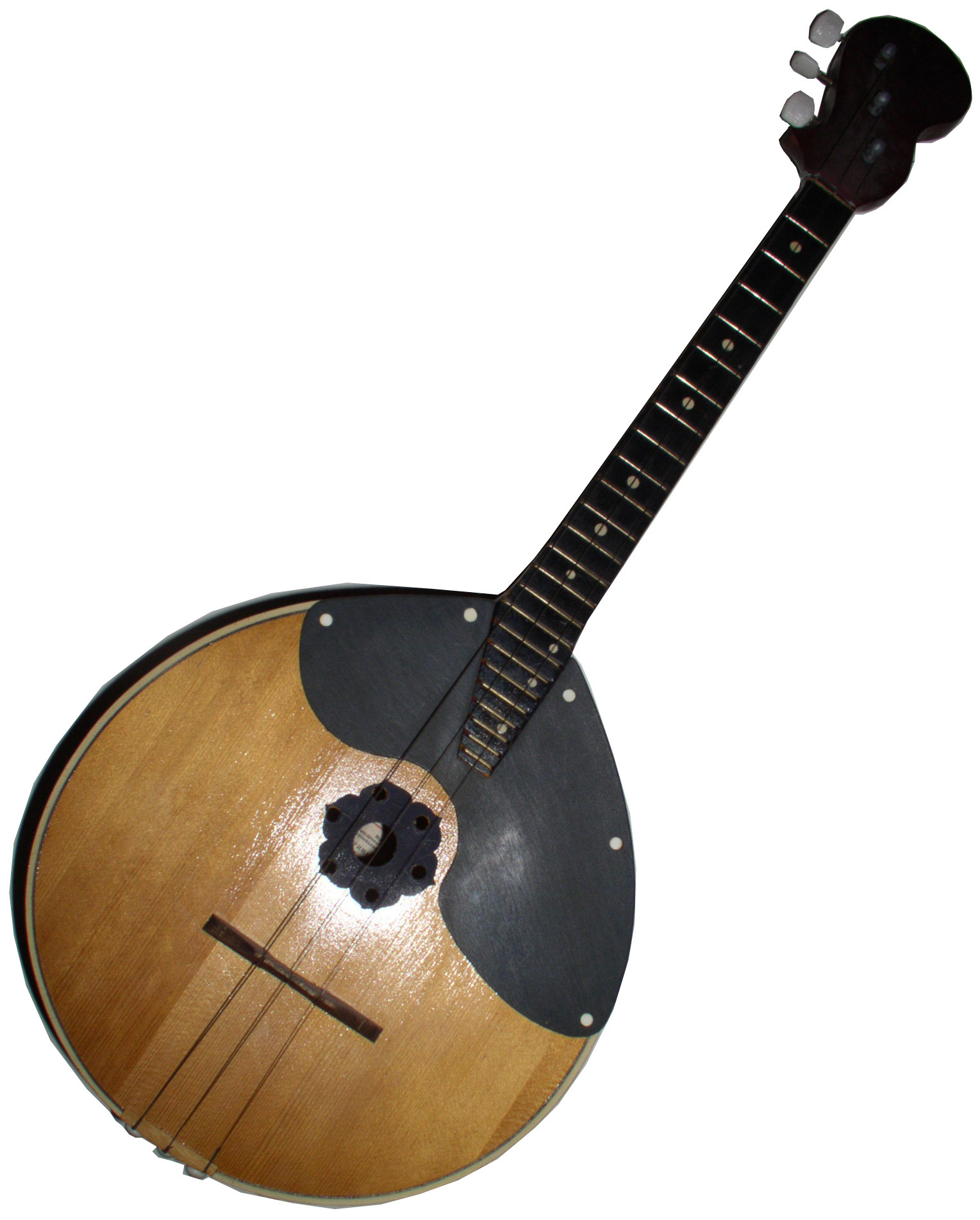
Domra, ancêtre de la Balalaïka

L'ancêtre de la balalaïka s'appelle la domra et date du XVIe siècle. Elle aurait été introduite en Russie par les Tatares.
Quand, en 1648, le tsar de Russie Alexis Mikhaïlovitch décréta par un édit l’interdiction de jouer d’un instrument ou d’en posséder un, les musiciens furent alors persécutés et envoyés en exil, et leurs instruments brûlés. C’est alors qu'apparut la balalaïka, cet instrument de musique très facile à produire. Les premières traces écrites de son existence remontent à 1688, quand des gardes du Kremlin, alors forteresse de Moscou, ont arrêté deux serfs ivres jouant de la balalaïka. Vu son impopularité, le tsar n’eut d’autre choix que de révoquer l’édit et de faire revenir la musique dans les traditions russes.
Elle est généralement utilisée dans la musique traditionnelle russe, et enseignée dans des conservatoires dédiés à la balalaïka en Russie, mais certains musiciens continuent encore à élaborer de nouvelles techniques et à repousser les limites de l'instrument, tel Alexeï Arkhipovski, inventant de nouvelles sonorités à l'instrument grâce aux effets qu'il lui applique, principalement le "delay".
En 2010, la balalaïka a connu un coup de projecteur en France, grâce à Alexeï Arkhipovski, lors de son passage dans l'émission de Jean-François Zygel, La Boîte à musique, dans la rubrique de l'émission intitulée L'instrument rare.

## Lutherie

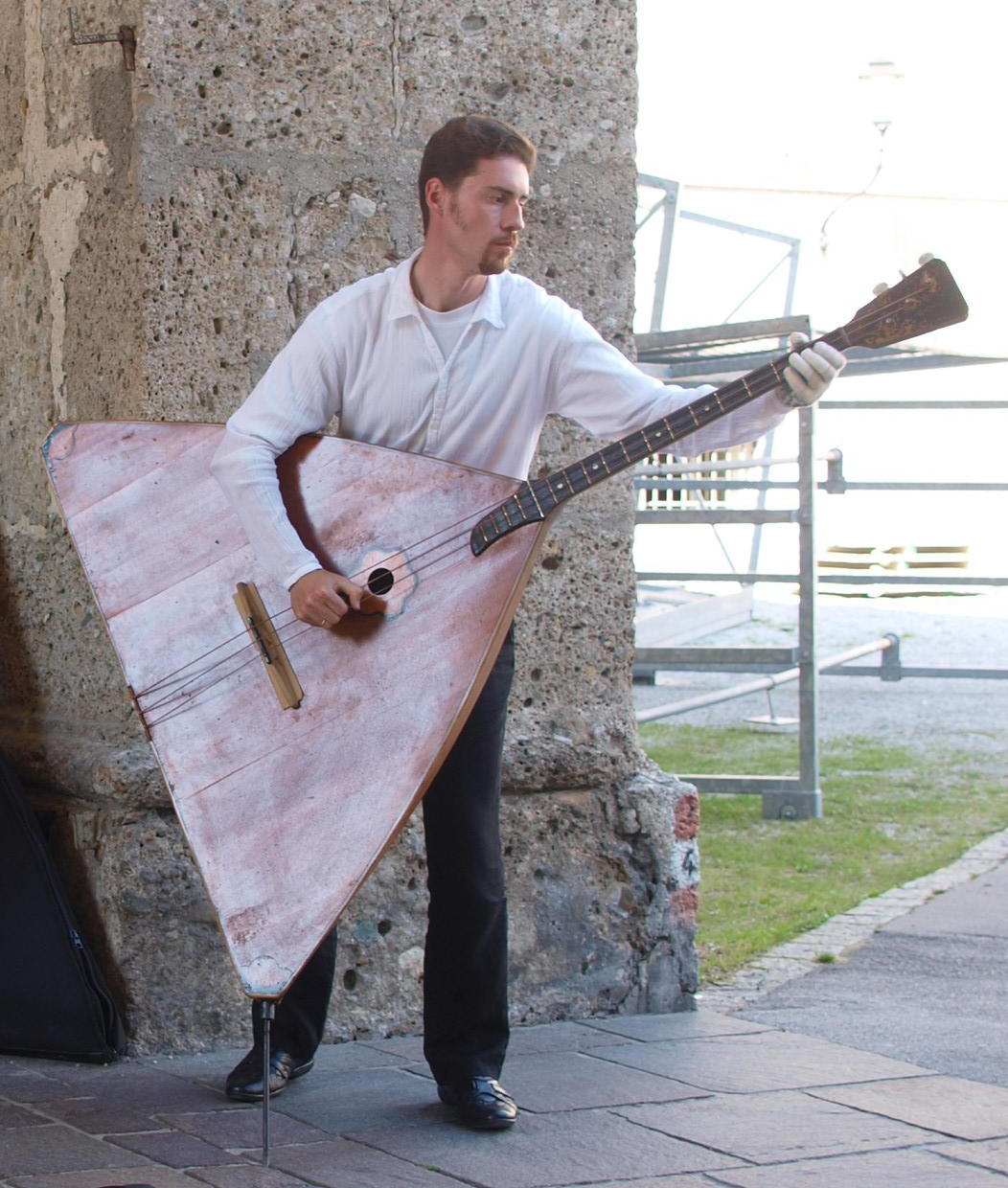
Balalaïka contrebasse

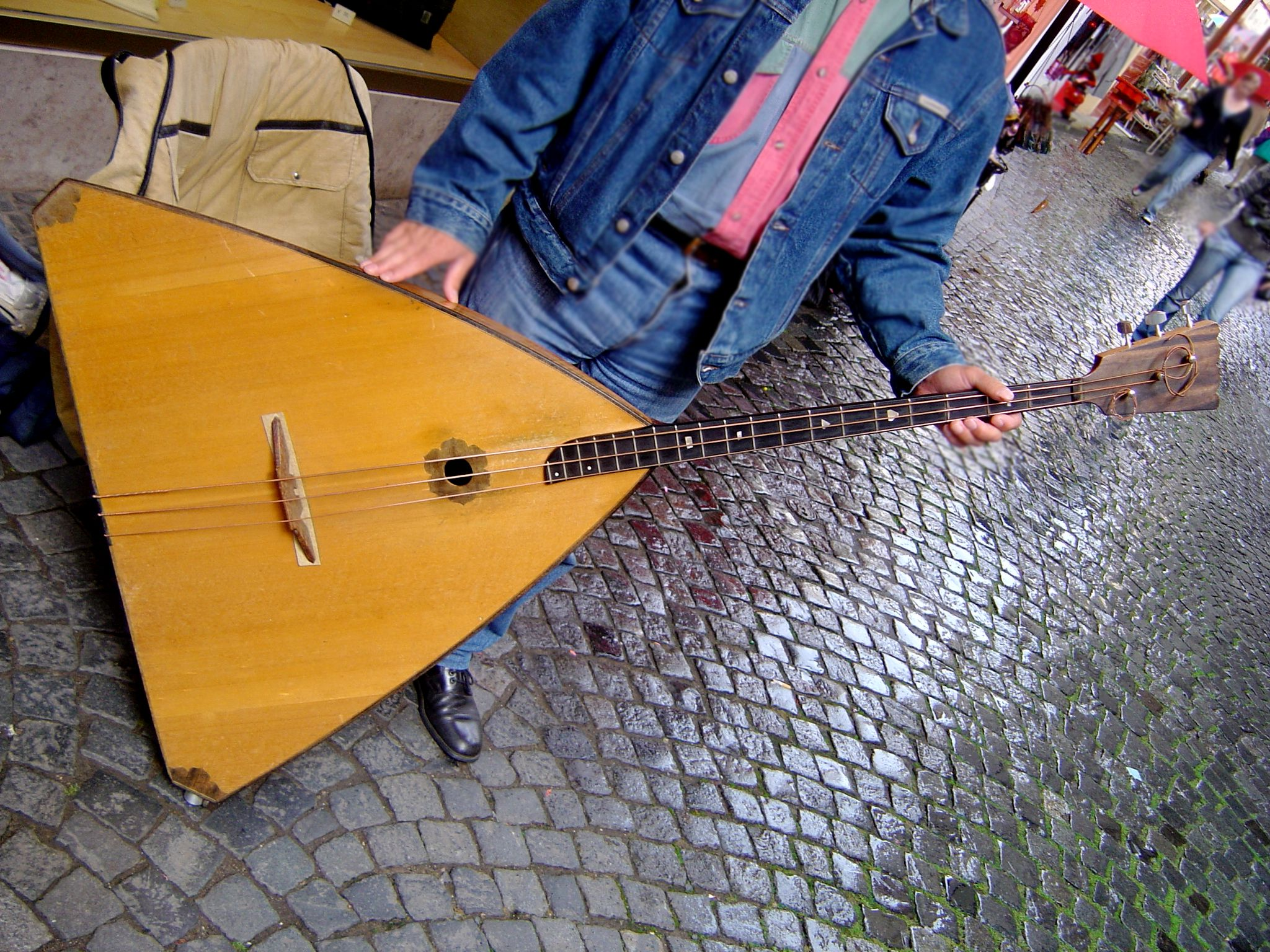
Balalaïka basse

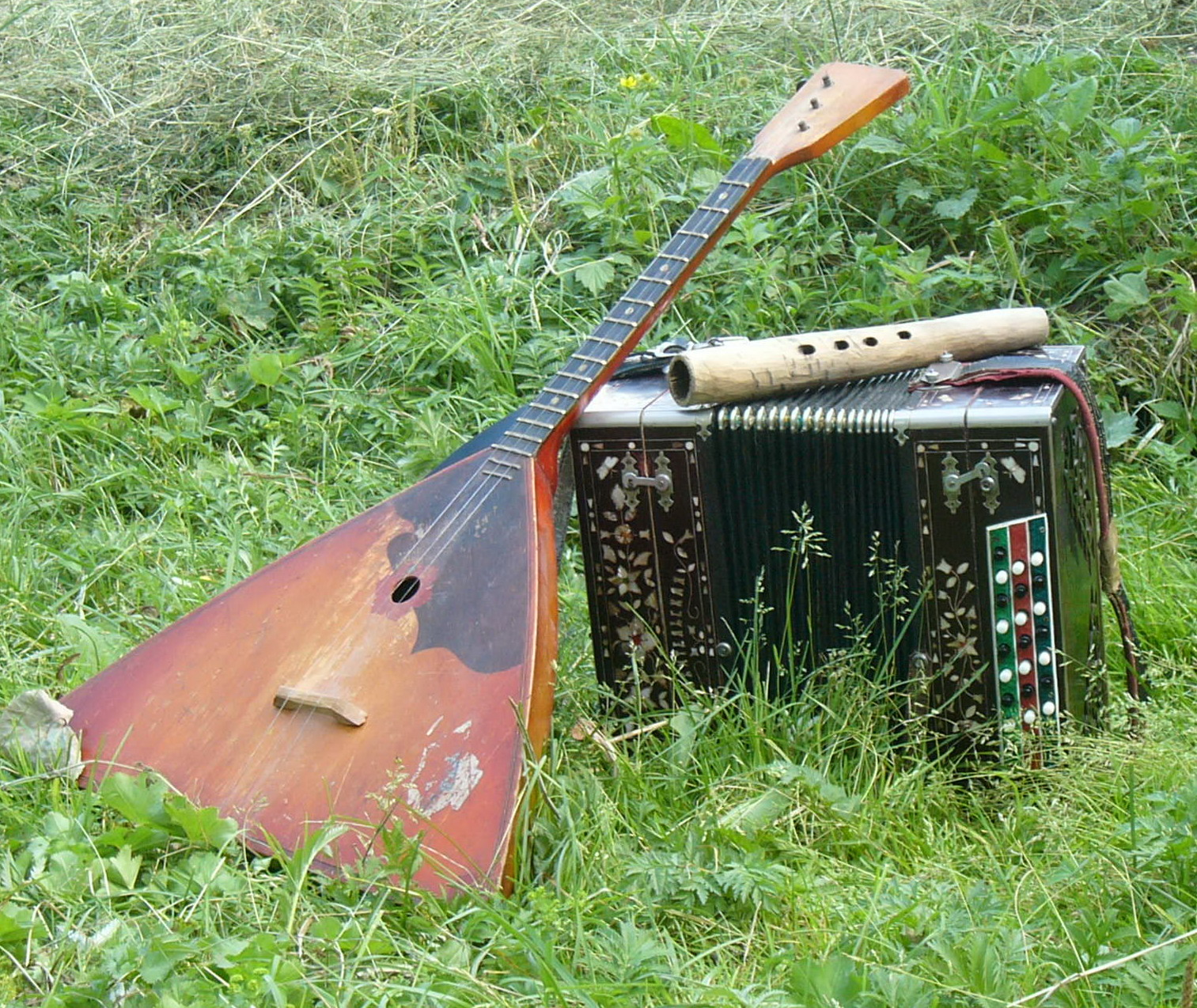
Balalaïka prima, Garmon et Corne de berger

Au début, la balalaïka avait une forme hémisphérique, comme son instrument d'inspiration, la domra. Puis, l'instrument étant populaire et comme elle était plus facile à construire de façon triangulaire, on généralisa alors cette forme lors de sa production.
La balalaïka possède un manche fretté comme le manche d'une guitare, une caisse arrondie à l'arrière de l'instrument, une toute petite ouïe, un large chevalet et, si l'instrument est de bonne facture, un protège-table relevant la main sur lequel le musicien peut faire appui, grâce à quoi il pourra utiliser certaines techniques de jeu.
Telle qu'utilisée de façon académique dans les conservatoires en Russie, la balalaïka possède trois cordes. La première, la plus aiguë, est en métal et les deux autres, généralement accordées à l'unisson une quarte plus bas, sont en nylon. Plus rarement, il peut arriver que toutes soient en métal.

### Qualités
La qualité des instruments variant selon leur prix, leur provenance, on trouve plusieurs qualités de balalaïkas :
- Balalaïka pour enfant ou touriste : étant un emblème de la Russie, la balalaïka est souvent vendue à un prix attractif aux touristes ou pour les enfants. Il s'agit souvent d'instruments de décoration, jouables mais sans grande qualité sonore. Une grande partie de ces balalaïkas ont été fabriquées et répandues dans le monde à l'occasion des jeux olympiques d'été de 1980, se déroulant à Moscou, identifiables à leurs inscriptions ornementales désignant Москва 80.
- Balalaïka d'étude : des instruments d'un prix plus élevé, mais restant abordables pour la plupart, étant des instruments d'études pour les conservatoires et pour les étudiants. Doté d'une qualité sonore plus élevée, ils sont souvent identifiables par la présence d'un protège-table (que les balalaïkas décoratives n'ont pas) surélevant la main droite du musicien, ainsi que par la présence de finitions de meilleure qualité.
- Balalaïka de luthier : des instruments conçus et fabriqués par des luthiers, souvent d'un prix plus élevé que ces deux premières catégories, ces instruments sont dotés d'une très grande qualité sonore et sont destinés à des musiciens expérimentés ou professionnels, leurs finitions possèdent tous les détails de qualité (bois, barrages, protège-table) d'une bonne balalaïka.

### Modèles
Comme dans la famille des violons, il existe différentes tailles de balalaïkas : sept modèles, de la piccolo à la subcontrebasse, permettent de créer des orchestres de balalaïkas, appelés les balalaïkastromusas. Les trois tailles les plus utilisées étant la balalaïka prima, la secunda, plus grave, utilisée plutôt pour faire des accords d'accompagnement, et la contrebasse.
Les sept modèles de balalaïkas et leurs accordages sont :
- Balalaïka piccolo (la, la, ré) : comme elle possède un son pénétrant malgré sa petite dimension, la piccolo permet d’exécuter beaucoup de variations à une vitesse prodigieuse. Elle est rarement utilisée et on la retrouve surtout dans des petits orchestres.
- Balalaïka prima (mi, mi, la) : c’est la plus jouée de toutes les balalaïkas. Comme elle possède une grande efficacité technique, elle permet de jouer rapidement, tout en produisant un son fougueux. C’est la seule à être jouée au doigt sans médiator.
- Balalaïka secunda (la, la, ré) : un peu plus grosse que la prima, elle sert principalement à accompagner un orchestre.
- Balalaïka alto (mi, mi, la) : légèrement plus grande que la secunda, elle sert, elle aussi, à l’accompagnement.
- Balalaïka basse (mi, la, ré) : dans un orchestre, elle joue des sortes de cliquetis marquant l'harmonie et la rythmique pour l'accompagnement d'une mélodie vocale.
- Balalaïka contrebasse (mi, la, ré) : plus grande que la précédente, elle occupe la même place dans un orchestre que la basse sauf que celle-ci ne fait pas de cliquetis dans l’harmonie, mais un son plus grave.
- Balalaïka subcontrebasse (mi, la, ré) : c’est le plus grand modèle de balalaïka et a la même fonction que la contrebasse, sauf qu’elle est plus grosse que celle-ci.

## Jeu
Elle se joue au doigt pour la prima et avec un plectre pour les autres tailles.
Un répertoire particulier a été développé pour cet instrument assez souple en outre pour s'adapter à tous types de musiques.

## Musiciens

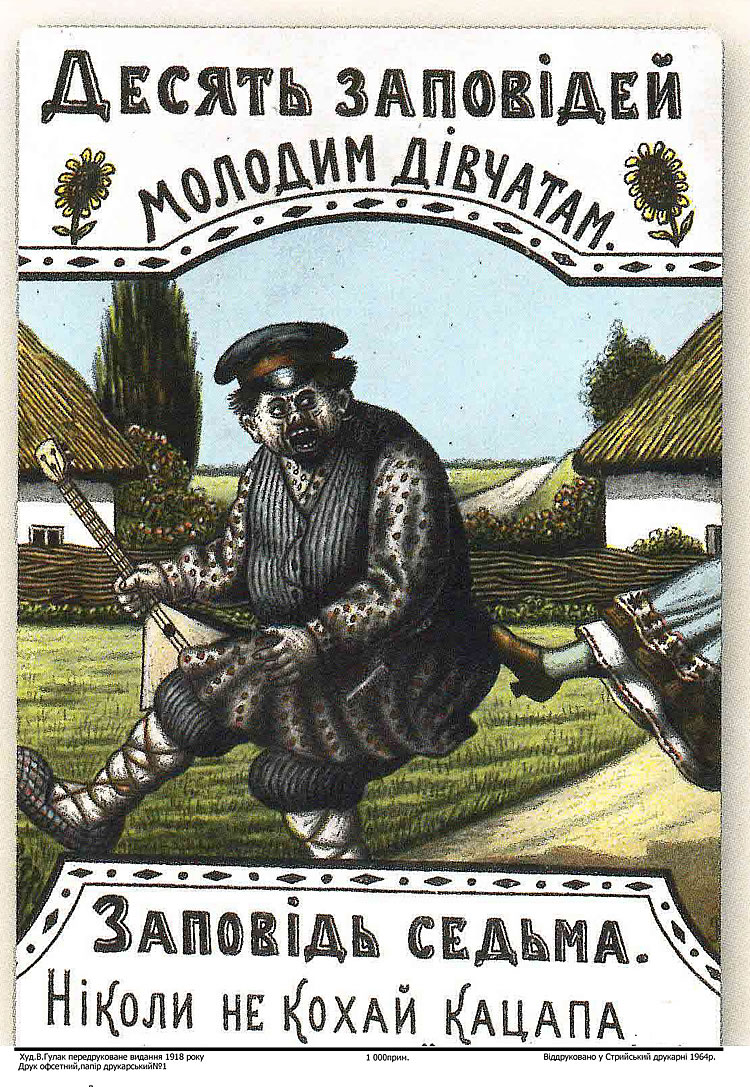
Vassili Goulak, «Николы не кохай кацапа.», carte postale de 1918 environ: (en ukrainien) "Les dix commandements de la jeune fille. Septième commandement: Ne jamais se mettre avec un katsap". Une jeune fille donne un vigoureux coup de pied à un homme figurant le stéréotype du Russe, avec sa balalaïka, sa casquette de fonctionnaire impérial russe et un costume bigarré au lieu de la vychyvanka traditionnelle ukrainienne.

- Ivan Khandochkine (1747-1804) fut le premier virtuose de la balalaïka et fut surnommé le Paganini russe.
- Vassili Andreïev (1861-1918) est le père de la balalaïka moderne. Il créa le premier orchestre de balalaïkas, développa l’instrument et popularisa la balalaïka partout dans le monde.
- Pavel Netcheporenko (1916-2009) est le père de la pédagogie de la balalaïka moderne. Il a enseigné à l'Institut Gnessine à Moscou.
- Nicolas Kedroff (n. 1963) (le petit-fils de Nicolas Kedroff (senior)), virtuose de renommée internationale, décoré chevalier de l'ordre des Arts et des Lettres.
- Alexeï Arkhipovski
- Alexei Birioukov
- Anastasia Tyurina, née en 2009, qui en joue en public depuis l'âge de sept ans et est considérée comme une enfant virtuose[3],[4],[5],[6],[7],[8]